# Serrat de la Tuta (El Pont de Bar)
El Serrat de la Tuta és una serra situada al municipi del Pont de Bar (Alt Urgell), amb una elevació màxima de 1.801 msnm.